# 格尔达·克里斯蒂安
格尔达·克里斯蒂安（Gerda Christian，1913年12月13日—1997年4月14日）原名格尔达·达拉诺夫斯基（Gerda Daranowski），昵称达拉（Dara），曾在第二次世界大战前以及第二次世界大战期间担任阿道夫·希特勒的私人秘书。
希特勒死后，1945年5月1日，格尔达试图逃离柏林。她是親衛隊旅隊領袖威廉·蒙克率领的突围小组的一员。5月2日早上，躲藏于舍恩豪瑟大道（Schönhauser Allee）下的一座地下室里的突围小组被苏军俘虏。
格尔达于1946年因丈夫当时没有和自己一同留在元首地堡呆到希特勒最后自杀而与他离婚。她后来移居杜塞尔多夫，在当地的一家酒店工作。她和前第三帝国宣传部的一位国务秘书维尔纳·瑙曼（Werner Naumann）是朋友。1953年，瑙曼被英军逮捕，英方认定他是一新纳粹组织的领导，但他从未被定罪。1997年，格尔达因癌症病逝于杜塞尔多夫，终年83岁。